# سيليا لوغان
سيليا لوغان (بالإنجليزية: Celia Logan)‏ هي مترجمة وصحفية وممثلة أمريكية، ولدت في 17 ديسمبر 1837 في فيلادلفيا في الولايات المتحدة، وتوفيت في 18 يونيو 1904 في نيويورك في الولايات المتحدة.

## وصلات خارجية
- سيليا لوغان على موقع قاعدة بيانات برودواي على الإنترنت (الإنجليزية)